# Dai Williams
Pas d'image ? Cliquez ici

a Compétitions nationales et continentales officielles uniquement.

b Matchs officiels uniquement.
Dernière mise à jour le 1 février 2024.
David Owen Williams, connu aussi comme Dai Williams, né le 16 juin 1913 à Mowbray (Afrique du Sud) et décédé le 24 décembre 1975 à Wynberg, est un joueur de rugby à XV qui a joué avec l'équipe d'Afrique du Sud. Il évoluait au poste d'ailier.

## Biographie
Il a évolué avec la Western Province qui dispute la Currie Cup. Il a disputé son premier test match le 26 juin 1937 contre les Australiens. Il joua son dernier test match contre les Lions britanniques le 10 septembre 1938.
En 1937, les Springboks rendent visite d'abord aux Wallabies (2-0), puis les Springboks remportent leur série contre les All Blacks (2-1) lors d'un passage en Nouvelle-Zélande. Les All Blacks remportent le premier test match mais s’inclinent lors des deux suivants. Ils ont affaire à forte partie car cette équipe d’Afrique du Sud de 1937 est parfois décrite comme la meilleure qui ait joué en Nouvelle-Zélande.
En 1938 les Lions britanniques sont à nouveau en Afrique du Sud. Deux victoires et une défaite laissent une nouvelle fois les Springboks vainqueurs finaux.

## Statistiques en équipe nationale
- 8 test matchs avec l'équipe d'Afrique du Sud
- 5 essais
- Sélections par année : 5 en 1937, 3 en 1938